# Kollm
Kollm is een plaats in de Duitse gemeente Quitzdorf am See, deelstaat Saksen, en telt 363 inwoners (1993).